# 张红
张红（1963年—），女，汉族，浙江嘉兴人，中华人民共和国政治人物，常州工学院副院长，中国民主同盟盟员，第十二届全国人民代表大会江苏地区代表。

## 生平
毕业于南京化工学院化工机械专业。2008年起担任全国人大代表。2013年，被选为全国人大代表。